# Rosarno
Rosarno község (comune) Calabria régiójában, Reggio Calabria megyében.

## Fekvése
A megye északnyugati részén fekszik. Határai: Candidoni, Cittanova, Feroleto della Chiesa, Gioia Tauro, Laureana di Borrello, Melicucco, Nicotera, Rizziconi és San Ferdinando.

## Története
A település ősét medmai lakosok (Epizephürioi Lokroi gyarmata) alapították az i. e. 4. században. Mai neve a középkorban jelent meg először iratokban. Korabeli épületeinek nagy része az 1783-as calabriai földrengésben elpusztult. A 19. században nyerte el önállóságát, amikor a Nápolyi Királyságban felszámolták a feudalizmust. 1977-ben kivált belőle San Ferdinando, önálló községet alkotva.

## Népessége
A népesség számának alakulása:

## Főbb látnivalói
- Maria SS. di Patmos-templom
- Madonna dell’Immacolata-templom
- Madonna dell’Addolorata-templom
- Madonna del Rosario-templom
- San Giovanni Battista-katedrális